# Aholcocerus
Aholcocerus is een geslacht van vlinders uit de familie van de Houtboorders (Cossidae). De wetenschappelijke naam en de beschrijving van dit geslacht zijn voor het eerst gepubliceerd in 2006 door Roman Viktorovitsj Jakovlev.
De soorten van dit geslacht komen voor in Azië.

## Soorten
- Aholcocerus averyanovi Yakovlev & Korshunov, 2022
- Aholcocerus ihleorum Yakovlev & Witt, 2009
- Aholcocerus ronkayorum Yakovlev, 2006
- Aholcocerus sevastopuloi Yakovlev, 2011
- Aholcocerus verbeeki (Roepke, 1957)